# Gene Sharp
Gene Sharp (North Baltimore, Ohio; 21 de enero de 1928-Boston, Massachusetts; 28 de enero de 2018) fue un filósofo, político, profesor, politólogo y escritor estadounidense, conocido por su extensa obra en defensa de la no violencia como lucha contra el poder.
Sharp fue también un científico político, catedrático y fundador de la Institución Albert Einstein, una organización sin ánimo de lucro que estudia y promueve el uso de la acción no violenta para «democratizar el mundo». La Institución Albert Einstein ha sido acusada de haber estado detrás de las revoluciones de colores

## La teoría de la resistencia noviolenta
El libro más conocido de Gene Sharp (1973), La política de la acción no violenta, provee en tres volúmenes un análisis político pragmático de la acción no violenta como un método de utilizar el poder ciudadano en un conflicto. Acuñó el término Polítical Jiu-Jitsu (Jiu-Jitsu político) que consiste en la reducción del poder, autoridad y legitimidad de tu oponente cuando este reprime violentamente a una resistencia no violenta que se mantiene a pesar de la opresión.
El argumento clave de Sharp es que el poder no es monolítico; eso significa que no deriva de una cualidad intrínseca de aquellos individuos que están en el poder. Para Sharp, el poder político, el poder de cualquier estado —independientemente de su organización estructural interna— deriva de los individuos del estado. Su creencia fundamental es que toda estructura de poder se basa en la obediencia de los sujetos a las órdenes de los dirigentes. De esa forma, si el sujeto no obedece, los líderes no tienen poder.
En opinión de Sharp, todas las estructuras efectivas de poder tienen sistemas mediante los cuales animan o extraen la obediencia de los individuos. Los estados tienen sistemas particularmente complejos para mantener a los sujetos obedientes. Estos sistemas incluyen instituciones específicas (policía, juzgados, entidades reguladoras) pero también pueden involucrar la dimensión cultural que inspira obediencia pretendiendo hacer implícita la idea de que el poder es monolítico (el culto divino a los faraones egipcios, la dignidad de la investidura presidencial, normas éticas y morales, y tabúes). A través de estos sistemas, los individuos son enfrentados con sistemas de sanciones (prisión, multas, ostracismo) y recompensas (títulos, riqueza, fama) que influye en la extensión de su obediencia.
Comprender bien todo lo anterior proporciona los medios para la «resistencia no violenta» y da la oportunidad para efectuar el cambio dentro del estado. Sharp cita la visión de Étienne de La Boétie, que sostenía que si los individuos de un estado particular reconocen que ellos son la fuente del poder del estado podrían rechazar su obediencia y sus líderes se quedarán sin ese poder.
David Hume, filósofo del siglo XVIII, escribió acerca del mismo concepto en su Essay 4: Of the First Principles of Government. Noam Chomsky se refiere a este punto de vista como la paradoja de Hume.